# Rysslandstyskar
Rysslandstyskar är i snäv mening den tysktalande befolkningen inom Ryska federationen, i vidare mening inom förutvarande Sovjetunionen. Undergrupper är exempelvis volgatyskar, samt i den vidare meningen ukrainatyskar, kazakstantyskar, krimtyskar, bessarabientyskar och kaukasientyskar. Inom Ryska federationen finns det idag cirka 800 000 rysslandstyskar, dessa minskar emellertid hastigt, främst till följd av stark utflyttning till Tyskland. Under 1990-talet har tidvis så många som 200 000 rysslandstyskar per år flyttat till Tyskland.
Före Nazitysklands anfall på Sovjetunionen 22 juni 1941 utgjorde rysslandstyskarna 1,2 miljoner människor, efter kriget endast 700 000 (till följd av hungersnöd, förföljelse, deportation och avrättningar). Ett fåtal (de från västra Ukraina) bereddes under kriget möjlighet att slå sig ned i det ockuperade Polen, dessa hamnade efter kriget i Tyskland.